# Polynormande 2017
La 38e édition de la Polynormande a eu lieu le 30 juillet 2017. Elle fait partie du calendrier UCI Europe Tour 2017 en catégorie 1.1.

## Présentation

### Équipes
Classé en catégorie 1.1 de l'UCI Europe Tour, la Polynormande est par conséquent ouverte aux UCI ProTeams dans la limite de 50 % des équipes participantes, aux équipes continentales professionnelles, aux équipes continentales et aux équipes nationales.
| WorldTeams (2)- AG2R La Mondiale - FDJ Équipes continentales professionnelles (6)- Cofidis, Solutions Crédits - Delko Marseille Provence KTM - Direct Énergie - Fortuneo-Oscaro - WB-Veranclassic-Aqua Protect - Wanty-Groupe Gobert Équipes continentales (5)- HP BTP-Auber 93 - Roubaix Lille Métropole - Armée de terre - IsoWhey Sports-Swiss Wellness - Differdange-Losch |
| |

## Classement[2]
| \| Classement général \| Classement général \| Classement général \| Classement général \| Classement général \| \| Coureur \| Coureur \| Pays \| Équipe \| Temps \| \| ------------------ \| ------------------ \| ------------------ \| -------------------------- \| ------------------ \| \| 1er \| Alexis Gougeard \| France \| AG2R La Mondiale \| 3 h 59 min 09 s \| \| 2e \| Johan Le Bon \| France \| FDJ \| + 3 s \| \| 3e \| Laurent Pichon \| France \| Fortuneo-Oscaro \| + 3 s \| \| 4e \| Jérémy Leveau \| France \| Roubaix Lille Métropole \| + 3 s \| \| 5e \| Romain Le Roux \| France \| Armée de terre \| + 3 s \| \| 6e \| Guillaume Martin \| France \| Wanty-Groupe Gobert \| + 5 s \| \| 7e \| Dimitri Claeys \| Belgique \| Cofidis, Solutions Crédits \| + 5 s \| \| 8e \| Kenneth Vanbilsen \| Belgique \| Cofidis, Solutions Crédits \| + 5 s \| \| 9e \| Fabien Grellier \| France \| Direct Énergie \| + 9 s \| \| 10e \| Kévin Ledanois \| France \| Fortuneo-Oscaro \| + 15 s \| |                   |          |                            |                 |
| |                   |          |                            |                 |
| Source : ProCyclingStats |                   |          |                            |                 |
| Classement général |                   |          |                            |                 |
| Coureur | Coureur           | Pays     | Équipe                     | Temps           |
| 1er | Alexis Gougeard   | France   | AG2R La Mondiale           | 3 h 59 min 09 s |
| 2e | Johan Le Bon      | France   | FDJ                        | + 3 s           |
| 3e | Laurent Pichon    | France   | Fortuneo-Oscaro            | + 3 s           |
| 4e | Jérémy Leveau     | France   | Roubaix Lille Métropole    | + 3 s           |
| 5e | Romain Le Roux    | France   | Armée de terre             | + 3 s           |
| 6e | Guillaume Martin  | France   | Wanty-Groupe Gobert        | + 5 s           |
| 7e | Dimitri Claeys    | Belgique | Cofidis, Solutions Crédits | + 5 s           |
| 8e | Kenneth Vanbilsen | Belgique | Cofidis, Solutions Crédits | + 5 s           |
| 9e | Fabien Grellier   | France   | Direct Énergie             | + 9 s           |
| 10e | Kévin Ledanois    | France   | Fortuneo-Oscaro            | + 15 s          |